# NGC 4858
NGC 4858 é uma galáxia espiral barrada (SBb) localizada na direcção da constelação de Coma Berenices. Possui uma declinação de +28° 06' 55" e uma ascensão recta de 12 horas, 59 minutos e 02,3 segundos.
A galáxia NGC 4858 foi descoberta em 21 de Abril de 1865 por Heinrich Louis d'Arrest.